# Agneaux
Agneaux es una pequeña localidad residencial y comuna francesa, situada en el departamento de Mancha en la región de Baja Normandía. 
Forma parte de la aglomeración urbana de Saint-Lô.

## Demografía
| 1178 | 1761 | 1707 | 2308 | 2819 | 3716 | 4173 | 4476 |
| Para los censos de 1962 a 1999 la población legal corresponde a la población sin duplicidades (Fuente: INSEE [Consultar]) |      |      |      |      |      |      |      |

(Población sans doubles comptes según la metodología del INSEE).

## Lugares de interés
- Castillo de Sainte-Marie, siglo XIII, utilizado como hotel-restaurante.

## Hermanamientos
- Bruck Grossglockner, Austria
- Rapolt, Rumania